# Milje (Italija)
Milje  (talijanski: Muggia, njemački: Mulgs, venetski i tršćanski dijalekt: Muja) je općina u Tršćanskoj pokrajini u Italiji. Prema talijanskim izvorima ovo je najjužnija općina na Istarskom poluotoku koja danas spada pod Italiju.

## Povijest
Prostor na kojem se nalaze Milje naseljen je stoljećima pr. Kr. Taj prostor su 178. – 177. pr. Kr. osvojili Rimljani koji su tu napravili svoje naselje. Nakon pada Rimskog Carstva ovim su prostorom vladali Ostrogoti, Langobardi, Avari i Franci, a talijanski kralj je 931. ovaj teritorij darovao Akvileji. Nešto kasnije izgrađeno je novo naselje na obali mora koje je postalo grad u 13. stoljeću i koje je graničilo s Trstom i Koprom ostavši još uvijek službeno dio Akvileje. Godine 1420., Milje je postalo dio Mletačke Republike. Nakon pada Venecije 1797., grad je postao dio Austrijskog Carstva u kojem se razvio u važnu brodogradilačku silu. Nakon ulaska Zone A STT-a u sastav Talijanske Republike, mjestašce Plavje (Plavia Montedoro) izdvojeno je iz Milja i postalo je dio SFRJ, te kasnije Slovenije.

## Stanovništvo
Prema popisu iz 1971., talijanski je materinski jezik 95,3% stanovništva, dok slovenskim govori 4,7% stanovništva općine.
Razvoj stanovništva

## Zbratimljeni gradovi
- Obervellach, Austrija

## Vanjske poveznice
- Službena stranica
- Vodič kroz grad  Arhivirana inačica izvorne stranice od 15. svibnja 2008. (Wayback Machine)